# Ryszard Kowalski (ekonomista)
Ryszard Kowalski – polski ekonomista, doktor habilitowany nauk społecznych, adiunkt na Uniwersytecie Ekonomicznym w Krakowie, specjalista od mikroekonomii, ekonomii dobrobytu, finansów gospodarstw domowych oraz państwa opiekuńczego.

## Kariera naukowa
W 2000 roku został zatrudniony na Uniwersytecie Ekonomicznym w Krakowie, gdzie w 2009 roku na jego Wydziale Ekonomii i Stosunków Międzynarodowych uzyskał stopień doktora nauk ekonomicznych na podstawie rozprawy pt. Kontrowersje wokół sprawiedliwości ekonomicznej. Teoria i praktyka. W 2023 roku uzyskał ta sama uczelnia nadała mu stopień doktora habilitowanego nauk społecznych na podstawie pracy pt. Od ekonomii normatywnej do pozytywnej: wokół zagadnień państwa dobrobytu.